# دهستان سنبل‌آباد
سنبل‌آباد، دهستانی از توابع بخش مرکزی شهرستان سلطانیه در استان زنجان ایران است.

## جمعیت
براساس سرشماری سال ۱۳۸۵ جمعیت آن ۸۰۰ نفر (۳۰۰ خانوار) بوده است.